# 千束
千束（せんぞく）は、東京都台東区の地名。現行行政地名は千束一丁目から千束四丁目まで。住居表示実施済区域。

## 地理
台東区の北東部に位置する。町域の東部は土手通りに接しこれを境に東浅草・日本堤にそれぞれ接する。南東部は浅草に接する。南部は西浅草に接する。西部は入谷に接する。北部は、竜泉に接する。概ね、商業地と住宅地とが混在している。

## 歴史
古代より、千束池・姫ヶ池がこの地に広がっていた。
中世には、浅草天王町（現在の浅草橋三丁目付近）あたりから千住大橋あたりの広い範囲を千束郷と称した。千束の名は、千僧供料あるいは千束分の稲田を寺領にしたことに由来するという。近世には千束村となった。
明暦の大火の後、幕府の命で吉原が人形町通り東側の辺り（現在の日本橋人形町二・三丁目、日本橋富沢町の一部）から地名ごと浅草寺裏の日本堤付近、千束田んぼの真ん中（現在の千束三丁目・四丁目の一部）に移転させられた。以後、この地を吉原、若しくは元有った人形町付近を元吉原、対する様に新吉原と呼ぶ様になった。
1889年（明治22年）、東京市の成立とともに千束村は浅草区（千束町など）、下谷区、北豊島郡南千住町（大字千束）に編入された。
浅草区当時の千束町は、現在の千束一丁目から三丁目（吉原遊郭地内を除く）に、浅草二丁目から五丁目の一部（西側）を加えた範囲に相当する。

千束小学校は現在の浅草四丁目24-11に所在する。また、千束小学校の東方にある南北方向の道路（言問通りに面するひさご通りのアーケードの先から土手通りの地方橋交差点まで）を千束通りと呼んでいる。このあたりもかつては千束町であった。
明治時代に建てられた浅草十二階は浅草区千束町二丁目で、その周辺は銘酒屋街（十二階下）となり、東京最大の私娼窟として有名であった。十二階と銘酒屋街はともに関東大震災で壊滅した。
台東区の成立後は浅草千束町となった。戦前戦中から様々な事情で多くの朝鮮人が千束および周辺地域に移住してきた。戦後もそのまま定住し朝鮮マーケットもでき賑わいをみせた。しかし1951年3月21日に朝鮮マーケット付近において、6名の米兵が多数の朝鮮人に取囲まれて、集団的に暴力を加えられ、1名は死亡し、2名は負傷する事件（浅草米兵暴行事件）が起きた。1965年8月1日実施の住居表示制度後は、朝鮮マーケットの所在地は浅草二丁目となった。
かつての吉原遊郭が、1965年8月の住居表示実施後に千束三丁目・四丁目となり、行政地名から吉原の名はなくなった。吉原遊郭は第二次世界大戦後の赤線地帯を経て、売春防止法施行後はその名残として千束四丁目付近のソープランド街として残り、その規模・店舗数は日本一である。
2012年、東京都は千束四丁目を都迷惑防止条例に基づき、客引きやスカウトのみならず、それらを行うために待機する行為なども禁止する区域に指定した。
さらに2019年には千束三丁目および四丁目を暴力団排除条例に基づき、暴力団排除特別強化地域に指定。地域内では暴力団と飲食店等との間で、みかじめ料のやりとりや便宜供与などが禁止され、違反者は支払った側であっても懲役1年以下または罰金50万円以下の罰則が科されることとなった。

## 世帯数と人口
2025年（令和7年）3月1日現在（台東区発表）の世帯数と人口は以下の通りである。
| 丁目       | 世帯数    | 人口     |
| ---------- | --------- | -------- |
| 千束一丁目 | 1,313世帯 | 2,042人  |
| 千束二丁目 | 1,629世帯 | 2,438人  |
| 千束三丁目 | 2,719世帯 | 3,912人  |
| 千束四丁目 | 2,127世帯 | 3,106人  |
| 計         | 7,788世帯 | 11,498人 |

### 人口の変遷
国勢調査による人口の推移。
| 年                 | 人口   |
| ------------------ | ------ |
| 1995年（平成7年）  | 8,837  |
| 2000年（平成12年） | 9,004  |
| 2005年（平成17年） | 9,473  |
| 2010年（平成22年） | 9,787  |
| 2015年（平成27年） | 10,916 |
| 2020年（令和2年）  | 11,609 |

### 世帯数の変遷
国勢調査による世帯数の推移。
| 年                 | 世帯数 |
| ------------------ | ------ |
| 1995年（平成7年）  | 4,263  |
| 2000年（平成12年） | 4,721  |
| 2005年（平成17年） | 4,919  |
| 2010年（平成22年） | 5,482  |
| 2015年（平成27年） | 6,464  |
| 2020年（令和2年）  | 7,102  |

## 学区
区立小・中学校に通う場合、学区は以下の通りとなる（2023年9月現在）。
| 丁目       | 番地                                                    | 小学校               | 中学校             |
| ---------- | ------------------------------------------------------- | -------------------- | ------------------ |
| 千束一丁目 | 全域                                                    | 台東区立金竜小学校   | 台東区立柏葉中学校 |
| 千束二丁目 | 1〜32番 33番1〜3号 34番1〜3・10号 35番1〜3号 36番1〜3号 | 台東区立金竜小学校   | 台東区立柏葉中学校 |
| 千束二丁目 | 33番4〜10号 34番4〜9号 35番4〜9号 36番4〜10号           | 台東区立金曽木小学校 | 台東区立柏葉中学校 |
| 千束三丁目 | 全域                                                    | 台東区立千束小学校   | 台東区立柏葉中学校 |
| 千束四丁目 | 11番1〜14号 11番23〜33号 12〜33番 40〜49番              | 台東区立千束小学校   | 台東区立柏葉中学校 |
| 千束四丁目 | 1〜10番 11番15〜22号 34〜39番 50〜51番                  | 台東区立東浅草小学校 | 台東区立桜橋中学校 |

## 交通

### 鉄道
町域内に鉄道路線はない。最寄り駅は以下の通り。
- 入谷駅・三ノ輪駅：東京メトロ日比谷線
- 浅草駅：つくばエクスプレス
- 三ノ輪橋駅（停留所）：都電荒川線（東京さくらトラム）

### バス
- 都バス都08千束
- 台東区循環バスめぐりん「北めぐりん」
  - (28)千束二丁目
  - (29)千束三丁目
  - (30)台東病院
  - (31)千束小学校前

なお、めぐりんは酉の市の期間中は交通規制により台東病院停留所を迂回する。

### 道路
- 東京都道319号環状三号線（言問通り）
- 東京都道462号蔵前三ノ輪線（国際通り）

## 千束を舞台・背景とした作品

### 小説
- 『たけくらべ』（樋口一葉） - 竜泉（下谷区竜泉寺町）・千束付近が舞台。鷲神社の酉の市の描写がある。
- 『痴人の愛』（谷崎潤一郎） - 登場人物ナオミは「浅草の千束町」の出身、実家は銘酒屋で、カフェー勤めをしていたという設定である。
- 小説版『マクロスフロンティア』（小太刀右京） - 主人公の早乙女アルトの住む安アパートが宇宙移民船団マクロスフロンティアの千束エリアにある。

### 記録
- 『淪落の女』（松崎天民、1912年） - 「十二階下の夜」の章で千束町の私娼窟を描く。
- 『ローマ字日記』（石川啄木） - 自身が千束町の私娼窟に通う様子を赤裸々に記している。

### 漫画・アニメ
- 『こちら葛飾区亀有公園前派出所』（秋本治）- 本作の主人公両津勘吉が同町の生まれで実家も同町で佃煮屋を営んでいるという設定。
  - なお、単行本96巻「両さんの免許証の巻」では本籍地が「東京都台東区千束8-707」となっているが、千束8丁目は存在しない（この表記は「台東区千束8番707号」とも受け取れるが、台東区にしろ、その前身の下谷区、浅草区にしろ、「千束」が丁目の付かない単独町名だったことはない）。
- さくらん（安野モヨコ）
- ソープランドでボーイをしていました（原作:玉井次郎、作画:久遠まこと)

### 映画
- 吉原炎上
- さくらん（監督：蜷川実花・映倫PG-12指定）

### 落語
- 紺屋高尾
- 幾代餅

## 事業所
2021年（令和3年）現在の経済センサス調査による事業所数と従業員数は以下の通りである。
| 丁目       | 事業所数  | 従業員数 |
| ---------- | --------- | -------- |
| 千束一丁目 | 92事業所  | 578人    |
| 千束二丁目 | 118事業所 | 535人    |
| 千束三丁目 | 166事業所 | 1,421人  |
| 千束四丁目 | 226事業所 | 1,600人  |
| 計         | 602事業所 | 4,134人  |

### 事業者数の変遷
経済センサスによる事業所数の推移。
| 年                 | 事業者数 |
| ------------------ | -------- |
| 2016年（平成28年） | 649      |
| 2021年（令和3年）  | 602      |

### 従業員数の変遷
経済センサスによる従業員数の推移。
| 年                 | 従業員数 |
| ------------------ | -------- |
| 2016年（平成28年） | 4,773    |
| 2021年（令和3年）  | 4,134    |

## 施設
- 台東区立吉原公園
- 台東区立金竜小学校
- 台東区千束保健福祉センター
- NTT吉原
- 東京都台東区立台東病院

## 観光

### 名所・旧跡
- 吉原神社 - 浅草七福神の一つ。かつて吉原遊郭内にあった5つの稲荷神社を明治初めに合祀し、吉原神社とした。芸能の神様として崇敬されている。
- 吉原弁財天 - 関東大震災の時、火災から逃れるために吉原の遊女がこの近くにあった弁天池に身を投げて、多数の死者が出た（弁天池はその後埋め立てられ、NTT吉原となった）。今でも地元の人々が清掃など維持管理している。現在は吉原神社の飛び地。
- 見返り柳 - 古典落語で吉原の小咄をする時に登場する。跡地に石碑が建つ。その近くにある柳は昭和になってから植えられた物。
- 吉原大門 - 交差点の名前として残っている。
- 鷲神社 - 酉の市
- 長国寺 - 酉の市
- 浄閑寺（荒川区南千住）

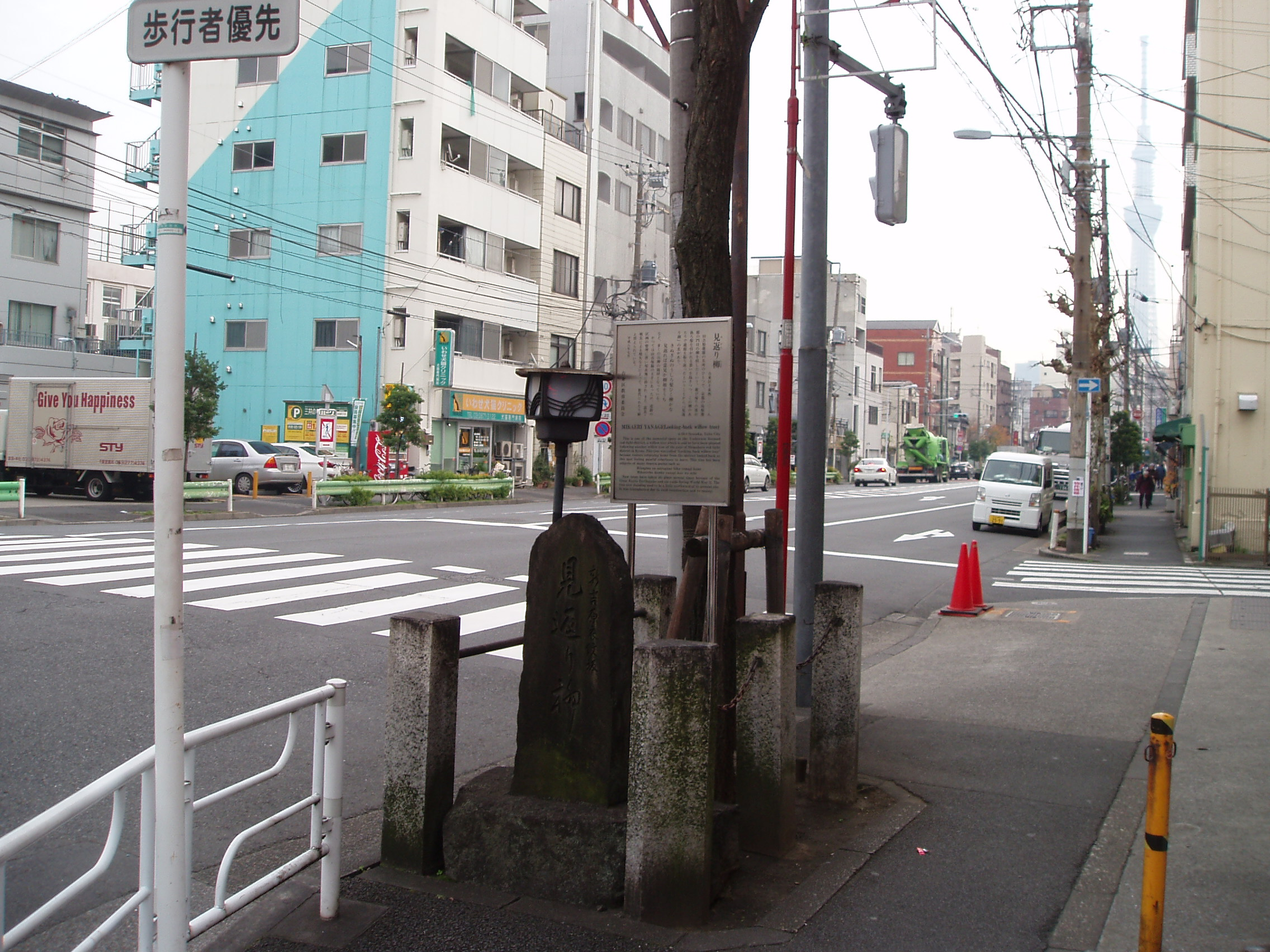
見返り柳

## 関係者
出身者
- 初代市川猿翁（歌舞伎俳優、澤瀉屋、2代目市川猿之助）

居住その他ゆかりある人物
- 豊田佐吉（トヨタグループ創業者） - 1892年、最初の妻と浅草区千束町に居住。

## その他

### 日本郵便
- 郵便番号 : 111-0031[3]（集配局 : 浅草郵便局[21]）。